# Familia Prado
La Familia Prado es fundadora de una de las élites más poderosas y reconocidas del Perú, cuyos miembros han tenido un gran protagonismo en el mundo político y económico del país. La dinastía fue originada por el presidente de la República Mariano Ignacio Prado y consolidada como un imperio económico por su hijo Mariano Prado Ugarteche, quien fortaleció la posición de la familia en los sectores más influyentes de la sociedad peruana.
Los Prado son una familia peruana destacada por su actividad empresarial y política. Entre sus miembros más destacados figuran los presidentes Mariano Ignacio Prado y Manuel Prado Ugarteche, así como los presidentes del Consejo de Ministros Javier Prado Ugarteche, el empresario Mariano Prado Ugarteche y Jorge Prado Ugarteche. Además, el grupo empresarial de la familia, conocido como el Imperio Prado, tuvo su apogeo desde inicios del siglo XX hasta los años 1960, consolidándose como un actor clave en la economía nacional.

## Historia familiar

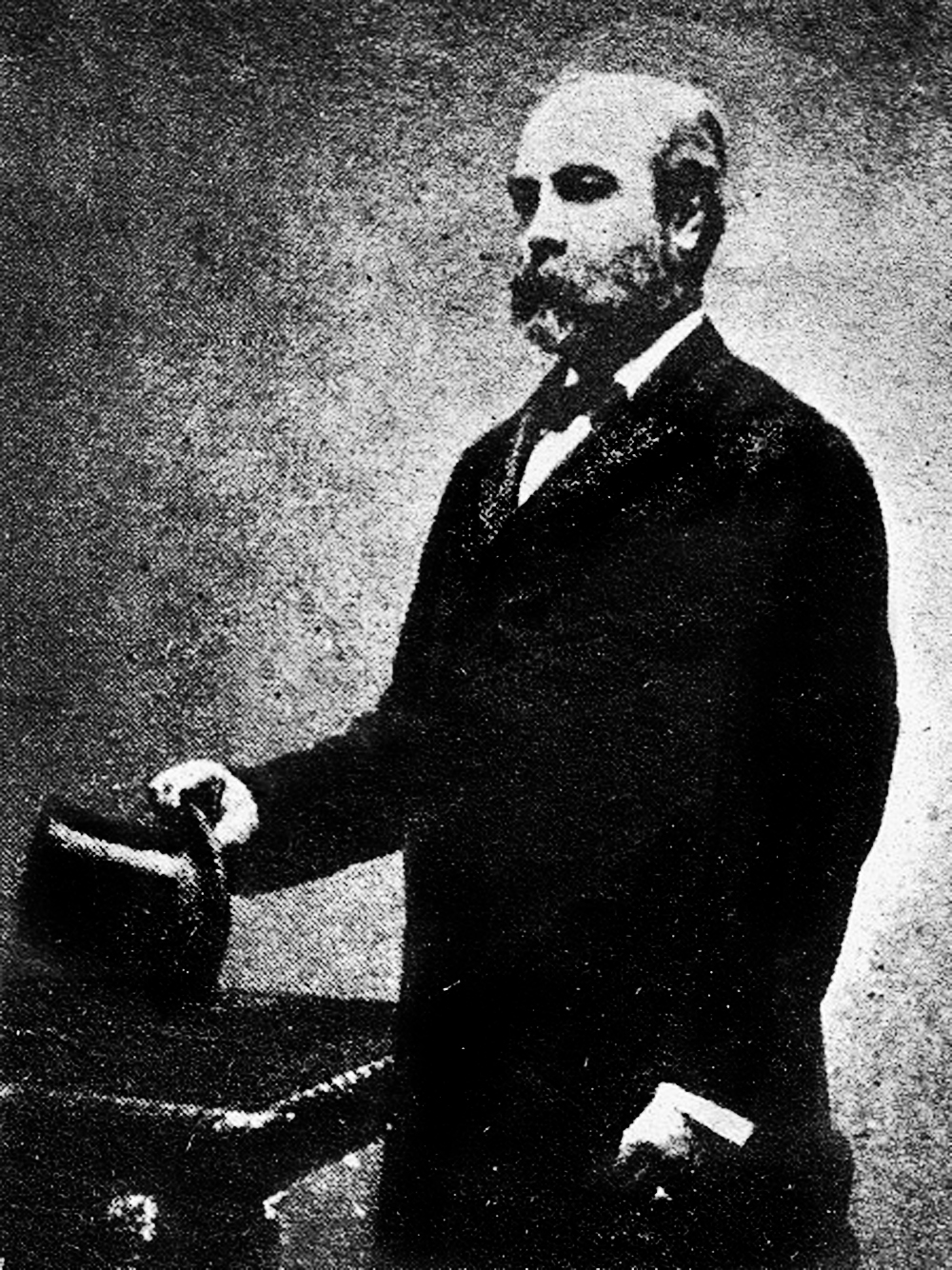
Mariano Ignacio Prado de civil en Francia.

La Familia Prado tiene sus orígenes en el virreinato del Perú, cuando Ignacio de Prado y Marín y Francisca de Ochoa y Tafur, dos miembros de la alta sociedad limeña, se establecieron en la ciudad de Lima a principios del siglo XVIII. Ambos eran parte de las familias fundadoras de la región y estaban dedicados a la administración de grandes tierras agrícolas, principalmente en las zonas cercanas a la capital.
Ignacio de Prado y Marín, nacido en el siglo XVII, fue uno de los primeros en poner las bases de la prominencia de la familia Prado en el Perú. Proveniente de una familia de la nobleza local, decidió establecerse en Lima con Francisca de Ochoa y Tafur, quien también pertenecía a una familia con profundas raíces en la aristocracia peruana. Juntos, adquirieron vastas propiedades agrícolas que se convirtieron en una fuente constante de riqueza para la familia.
El ascenso de la familia Prado al poder ocurrió con Mariano Ignacio Prado, hijo de Ignacio de Prado y Marín, nacido en Lima en 1826. Inicialmente involucrado en la lucha por la independencia del Perú, Prado destacó como un líder militar durante los conflictos de emancipación, ganándose el respeto de la élite política. En 1865, llegó a la presidencia del Perú, liderando al país en la guerra contra España y promoviendo la modernización de las fuerzas armadas.
Su segunda presidencia (1876-1879) fue un periodo clave en la historia del Peru, la cual culminó con el estallido de la Guerra del Pacífico y su polémico viaje a Europa, tras el cual Nicolas de Piérola llevó a cabo un golpe de Estado en su contra. Además, durante este periodo, expendió el poder económico y político de la familia Prado, ampliando sus propiedades y su influencia en diversos sectores del país.

### Mariano Ignacio Prado Ugarteche
El inicio del imperio económico de la familia Prado se remonta a Mariano Ignacio Prado Ugarteche, quien consolidó su influencia creando el Banco Popular a inicios del siglo XX. Esta institución financiera marcó un hito en el desarrollo económico del Perú, al ser pionera en ofrecer servicios de crédito accesibles a sectores de clase media emergente y a emprendedores. La visión de Prado Ugarteche, basada en la estabilidad financiera y el fomento del progreso social, sentó las bases de una dinastía empresarial que perduraría por generaciones. Además, Mariano Ignacio Prado ejerció la presidencia de diversas instituciones sociales de gran influencia y prestigio como el Club Nacional y el Jockey Club del Perú.

### Mariano Ignacio Prado Heudebert
Hijo de Mariano Prado Ugarteche, Mariano Prado Heudebert asumió la misión de expandir el legado de su padre. Bajo su liderazgo, el Banco Popular diversificó sus operaciones, consolidándose como una de las instituciones financieras más importantes del país. Prado Hudebert no solo fortaleció la banca tradicional, sino que también incursionó en sectores como la exportación de productos agrícolas y la infraestructura. Su gestión fue clave para posicionar al Banco Popular como una fuerza motriz del desarrollo nacional. Además, impulsó políticas de apoyo al pequeño y mediano empresario, contribuyendo significativamente al crecimiento de la economía peruana.

### Mariano Prado Sosa
Nieto de Mariano Prado Ugarteche, Mariano Prado Sosa representó la quinta generación de esta influyente familia peruana. Con una visión moderna y un enfoque global, Mariano Prado Sosa lideró la modernización del Banco Popular, incorporando una tecnología avanzada y expandiendo sus operaciones hacia mercados internacionales. Además, diversificó las inversiones familiares, incluyendo sectores como la minería, el comercio y los bienes raíces. Su liderazgo se caracterizó por el compromiso con el desarrollo sostenible, promoviendo iniciativas que impulsaban tanto la rentabilidad como el bienestar social.
Mariano Prado Sosa, conocido como 'Marianito', fue un símbolo de la élite limeña en la primera mitad del siglo XX. Nacido en una familia de gran poder económico y político, disfrutó de una vida de opulencia y privilegio, destacándose por su simpatía, influencia y una existencia rodeada de lujo. Hijo del banquero Mariano Prado Heudebert y bisnieto del presidente de la República Mariano Ignacio Prado, ‘Marianito’ vivió en una mansión en Miraflores y alternó entre reuniones sociales, viajes internacionales y una adolescencia cosmopolita. Su vida se desarrolló entre la diversión, el polo, el cine privado y fiestas exclusivas, en especial en su propiedad en La Molina, famosa por su extravagante diseño y celebraciones.
A lo largo de su juventud, 'Marianito' fue el centro de atención debido a su atractivo y estilo de vida de playboy, conocido por sus fiestas con figuras sociales de la alta sociedad. En 1964, se casó con Leonor 'Nonoy' Miró Quesada Valega, hija de Luis Miró Quesada Garland y hermana de Luis Miró Quesada Valega, en una boda que simbolizó la unión de dos familias poderosas del país. Sin embargo, tras completar estudios en Estados Unidos, se hizo cargo del Banco Popular y de diversas inversiones inmobiliarias, pero la llegada del régimen velasquista en 1968 marcó el comienzo de su caída.
El golpe del velasquismo, que buscaba desmantelar a la oligarquía peruana, confiscó las propiedades y empresas familiares, llevando a la familia Prado a la ruina. El Banco Popular fue intervenido, y la casa de 'Marianito' en La Molina pasó a manos del ejército. A su padre, Mariano Prado Heudebert, le fue aplicada una condena judicial que generó un gran escándalo. 'Marianito' se exilió en Europa, donde siguió sus negocios inmobiliarios y pasó una vida de relativa comodidad, pero con la sombra de la crisis económica y familiar que lo había devastado.
En 1973, fue condenado en ausencia a 10 años de prisión y una multa por delitos económicos relacionados con el Banco Popular, pero nunca cumplió la condena en Perú, pues vivió en España hasta 1981, cuando fue indultado. Su vida continuó marcada por los contrastes: en los últimos años intentó proyectos turísticos en la región de San Martín, pero su salud, afectada por el mal de Parkinson, fue deteriorándose progresivamente. Mariano Prado Sosa falleció en 2003, dejando atrás una historia de gloria y decadencia, representativa de una sociedad limeña atrapada en su propio pasado de esplendor. La vida de 'Marianito' Prado se caracterizó por su conexión con la élite social, su estilo de vida hedonista y su trágica caída, retratando el contraste entre una época dorada y la cruda realidad del fin de su imperio.
A lo largo de cinco generaciones, la familia Prado se consolidó como un símbolo de éxito empresarial en el Perú, dejando un legado que continúa siendo referente en la historia económica del país. Mariano Prado Sosa fue reconocido por su enfoque en la modernización del Perú y la expansión de sus negocios. Como miembro de la familia presidencial Prado, también asumió varios cargos políticos, fortaleciendo la conexión entre la familia y el poder del país.
A pesar de las dificultades que enfrentó durante la segunda mitad del siglo XX, Mariano Prado Sosa mantuvo viva la tradición empresarial familiar, invirtiendo en diversas industrias y siendo un defensor de los intereses de la clase alta limeña.

### El Imperio Prado
El grupo económico de la familia Prado surge entre fines del siglo XIX y la primera década del XX. La familia Prado Ugarteche heredó terrenos agrícolas, los que convirtieron en exitosas industrias.
El imperio económico de la familia Prado, encabezado por Mariano Prado Heudebert, fue uno de los más poderosos del Perú durante la primera mitad del siglo XX. Su núcleo era el Banco Popular, una entidad financiera que dominaba gran parte de los ahorros de las familias más ricas del país, controlando alrededor del 80% de los depósitos de la élite peruana. Además del banco, los Prado tenían un vasto conglomerado empresarial que abarcaba diversos sectores clave de la economía peruana.
Entre las principales empresas del imperio Prado se encontraban la Fábrica Nacional de Tejidos, el Ferrocarril Eléctrico de Lima y Callao, la refinería Conchán, y la cementera Cementos Lima. Este conjunto de negocios les permitió a los Prado mantenerse como una familia extremadamente influyente en el ámbito económico y político del Perú. Además, poseían importantes medios de comunicación, como el diario *La Crónica*, consolidando su poderío en múltiples frentes.
El dominio de los Prado sobre estos sectores fue tal que llegaron a formar parte de una oligarquía económica que vivía apartada de las clases populares, disfrutando de lujos y privilegios, y cuyas actividades se concentraban en su propio círculo de influencia. La riqueza de los Prado se extendía a propiedades, inversiones inmobiliarias, y activos industriales, lo que les permitió consolidarse como un verdadero imperio económico.
Sin embargo, con la llegada del gobierno de Juan Velasco Alvarado y su política de nacionalización a finales de la década de 1960, el imperio Prado sufrió una drástica caída. El gobierno de Velasco confiscó sus empresas, acabando con su dominio sobre el Banco Popular y otras industrias clave. La intervención estatal marcó el fin de una era dorada para la familia, que pasó de la opulencia a la ruina en poco tiempo, convirtiéndose en un símbolo de la caída de las grandes fortunas del Perú.

#### Banco Popular
En 1899, la familia Prado fundó el Banco Popular, como mecanismo para financiar las actividades empresariales del grupo familiar.
El Banco funcionó en un inicio como una cooperativa que otorgaba crédito a sus propios socios (fondos mutuos). En 1901 pasó a ser una sociedad anónima de responsabilidad limitada, con ello el banco inició a financiar a medianos y pequeños agricultores de los valles cercanos a Lima y a industrias asentadas en la capital; sin embargo, luego intervino en diversas operaciones vinculadas a la recaudación de impuestos, lo que fue su negocio más rentable por las comisiones que le cobraba al estado.
El banco en 1905, participó en la creación de la Caja de depósitos y Consignaciones, institución que debía ocuparse de custodiar gratuitamente los valores cuyo depósito fuera ordenado o aceptado por el poder Judicial o por las diferentes oficinas de la administración pública. Entre 1936 y 1943, la participación del Banco Popular muestra una tendencia ascendente que hace casi triplicar su peso dentro de la banca comercial; es el periodo en que los Prado pasan a controlar directamente la entidad beneficiando a las empresas vinculadas a su grupo empresarial.

#### Otras empresas
- Fábrica Nacional de Tejidos
- Ferrocarril Eléctrico de Lima y Callao
- Refinería Conchán
- Cementos Lima
- Diario La Crónica

## Miembros
- Ignacio Prado y Marín fue alcalde de Huánuco, se casó con Francisca de Ochoa y Tafur y tuvieron los siguientes hijos:
  - Mariano Ignacio Prado, presidente del Perú en dos ocasiones 1865-1868 y 1876-1879.
  - Manuel Prado Ochoa

- Mariano Ignacio Prado tuvo hijos en su juventud y luego se casó con María Magdalena Ugarteche Gutiérrez de Cossío. Sus hijos fueron:
  - Leoncio Prado Gutiérrez
  - José Santos Grocio Prado Linares
  - Justo Prado
  - Rosa Prado Ugarteche, que profesó de monja.
  - María Prado Ugarteche, que se casó con Juan Manuel Peña y Costas, nieto del presidente Manuel Costas Arce (de donde proviene la familia Peña Prado).
  - Maximiliano Prado Ugarteche
  - Mariano Prado Ugarteche, que fue abogado y próspero empresario, fundador del Banco Popular, que daría origen al llamado Imperio Prado.
  - Javier Prado Ugarteche, que fue un notable intelectual, catedrático universitario y político, llegando a ser canciller de 1905 a 1906, presidente del consejo de ministros en 1910, y rector de la Universidad de San Marcos de 1915 a 1920. Tuvo un hijo con Isabel Pacheco Hercelles.
  - Jorge Prado Ugarteche, también político, que fue primer ministro en 1933 y candidato a la presidencia en 1936. Se casó con Grace Flinders.
  - Manuel Prado Ugarteche, ingeniero de profesión, que llegó a ser dos veces presidente constitucional del Perú (1939-45 y 1956-62).

- Manuel Prado Ugarteche se casó dos veces, primero con Enriqueta Garland Higginson y luego con Clorinda Málaga Bravo. Con su primera esposa tuvo los siguientes hijos:
  - Manuel Prado Garland, casado con Natalia Kitchin.
  - Rosa Prado Garland, casada con Hugo Parks Gallagher. Se desempeñó como primera dama de la Nación por la separación de sus padres.

- Mariano Ignacio Prado Ugarteche se casó con María Fausta Heudebert González y tuvieron los siguientes hijos:
  - Mariano Ignacio Prado Heudebert, casado con Mercedes Sosa Pardo de Zela.
  - Javier Gustavo Pascual Prado Heudebert, casado con Augusta Pastor de la Torre.
  - Gustavo María Cirilo Prado Heudebert, casado con Ana Luisa Montero Muelle.
  - María Magdalena Rita Prado Heudebert, casada con José Miguel de la Peña Iglesias.
  - Enrique Julio Máximo Prado Heudebert, casado con María Luisa Rey y Lama.

- Mariano Ignacio Prado Heudebert y Mercedes Sosa Pardo de Zela tuvieron los siguientes hijos:
  - Mariano Ignacio Prado Sosa, casado con Leonor Miró Quesada Valega.
  - María Mercedes Prado Sosa, casada en 1957 con Javier Ferrand Cillóniz.
  - María Prado Sosa, casada con Aurelio Moreyra García.
  - Magdalena Prado Sosa, casada con Óscar Berckemeyer Pérez-Hidalgo.
  - Leoncio Prado Sosa, casado con Sandra Rey de la Cuba.